# Calle de los Alamillos
La calle de los Alamillos es una vía urbana de la ciudad de Valladolid, España.

## Descripción
Aparece descrita en Las calles de Valladolid de Juan Agapito y Revilla de la siguiente manera:

En los planos antiguos consultados al efecto no aparece rotulada esta calle hasta el de 1844, y no se ha encontrado referencia alguna de ella. Pero, indudablemente, debió obedecer su nombre a existir algunos álamos en su frente hacia la que se llamó carretera Real de Burgos, de la que aparece retirada en alguna extensión. Ya figura la calle en el plano viejo de 1738, y llevaba la dirección de un camino que conducía a través del Prado de la Magdalena, hasta el convento de la Madre de Dios, por detrás de la iglesia de San Pedro, y terminaba al llegar al Esgueva, y se cita con tal nombre en la memoria de la inundación de 1788. En sesión de 10 de Abril de 1863 se confirmó el título oficial de esta calle, que sólo tenía una línea de casas, diciendo: «Se titulará calle de Alamillos, toda la manzana de casas que hay desde el Prado y en dirección al Callejón titulado de la Pólvora».